# Кути (Прилуцький район)
Кути́ — село в Україні, у Прилуцькому районі Чернігівської області. Розташоване на р. Лисогорі, за 2 км від центру громади. Населення становить 32 осіб.

## Історія
Вперше згадуються 1859. Входили Прилуцького пов., до Срібнянського р-ну Прилуцького округу (1923—1930) і Чернігівської обл. (з 1932).
Хут. заснований козаками в перш. пол. 19 ст. 1859 наліч. 2 двори, 8 ж. 
На мапі Шуберта 1869 року позначений, але без назви.
1886 — 6 дворів козаків, 1 двір селян казенних, 7 хат, 37 ж., приписаних до парафі ї Миколаївської церкви с. Подолу. К. входили до Срібнянської вол. 2-го стану. 1908 — 53 ж.
У 1911 році у хуторі Кути Срібнянської волості Прилуцького повіту Полтавської губернії, жило  80 осіб
У
1923-30 рр. підпорядковані Подільській сільраді. 1930 — 17 дв., 89 ж., 1996 — 18 дворів, 42 ж.
До 2017 року орган місцевого самоврядування — Подільська сільська рада.